# Samtgasse (Freistadt)

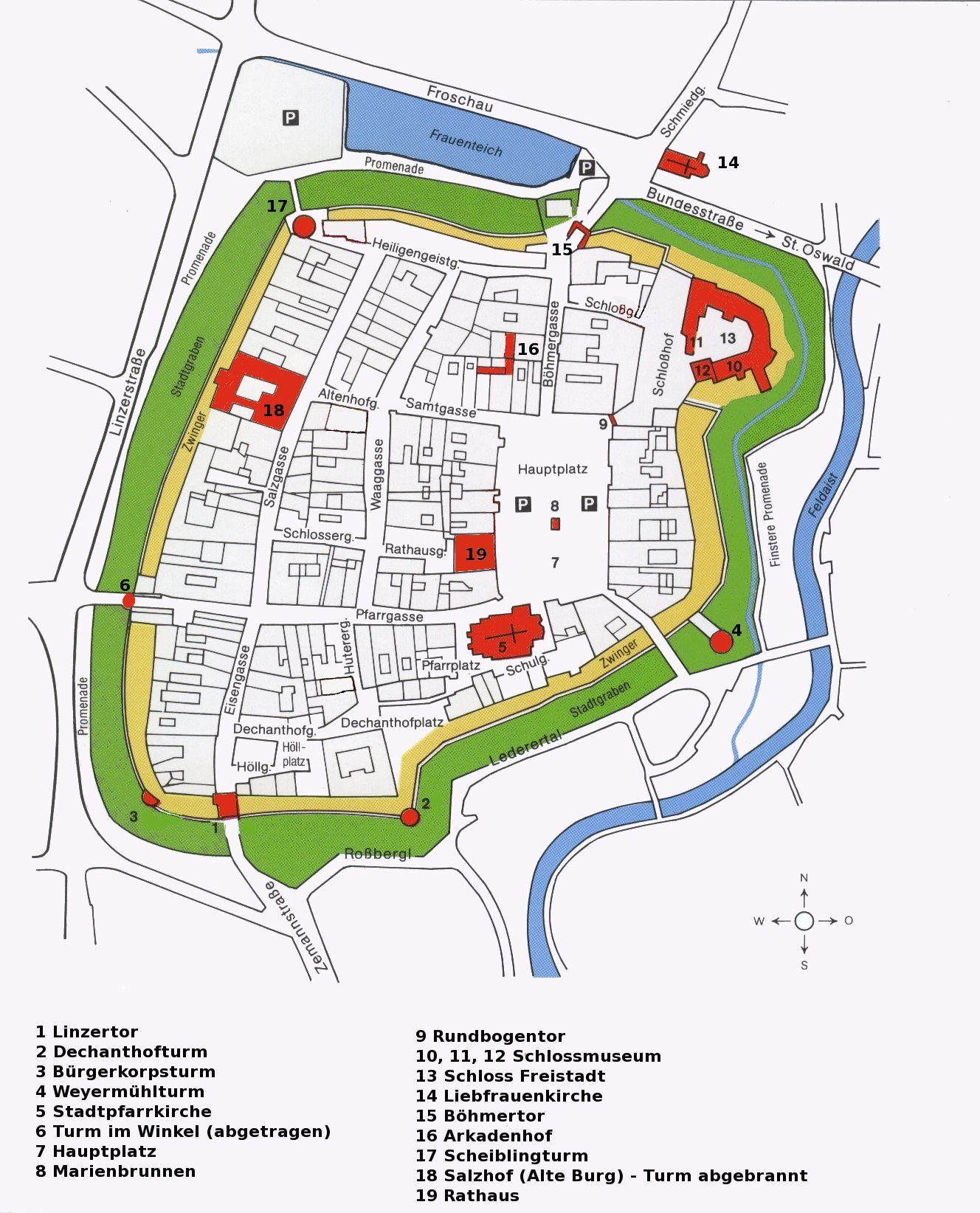
Die Altstadt mit dem Verlauf der Samtgasse

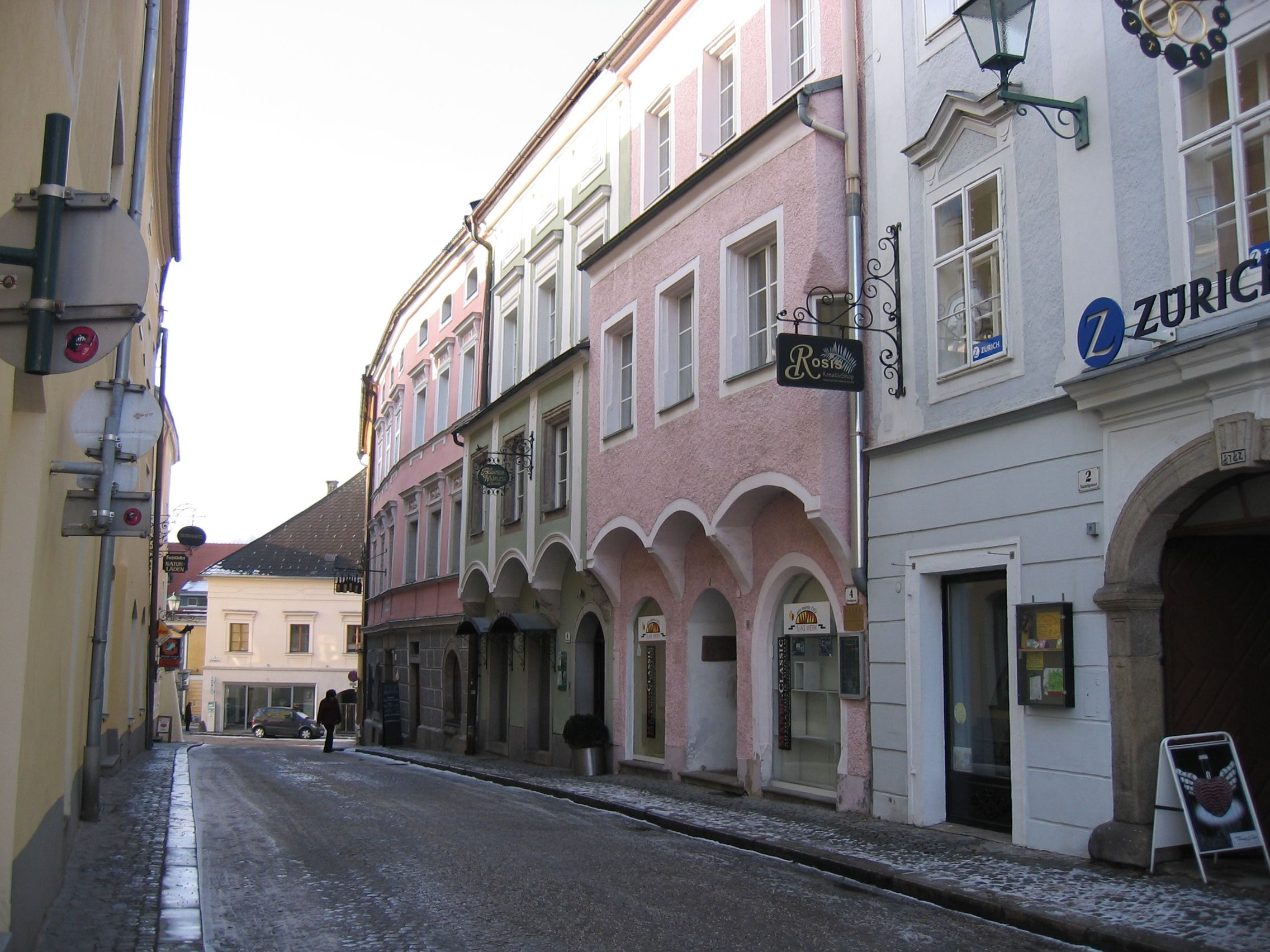
Die Samtgasse in Richtung Hausnummer 8 gesehen

Die Samtgasse ist eine rund 62 Meter lange Straße in Freistadt im oberösterreichischen Mühlviertel. Die Gasse wurde bereits bei der Stadtgründung im 13. Jahrhundert angelegt und liegt innerhalb der Stadtmauern der Altstadt. Die Gasse beginnt bei am Hauptplatz und führt bis zur Waaggasse und war im Mittelalter die Grenze von zwei Stadtvierteln.
Entlang der heutigen Samtgasse stehen nur neun Häuser, davon sind acht denkmalgeschützt. Bei den beiden großen Stadtbränden 1507 und 1516 wurden alle Häuser der Stadt vernichtet, so auch in diesem Bereich. Auf Grund der Stadtbrände sind viele alte Dokumente aus der Erbauungszeit der Häuser verloren gegangen.

## Denkmalgeschützte Bauten
Sortiert nach heutigen Hausnummern mit Angabe der ehemaligen Adresse im Mittelalter in Klammer. Diese Gebäude wurden bis 2004 in die Denkmalliste Österreichs aufgenommen.
Eckhaus Samtgasse 1/Hauptplatz 6 (Bürgerhaus, früher Stadt Nr. 114)
Ein mächtiges, dreigeschoßiges Haus mit einem Renaissance-Arkadenhof. An der Frontseite befindet sich ein spätgotischer, turmartiger Mittelerker vom Ende des 15. Jahrhunderts. Seitlich des Turms ist ein spätgotischer Breiterker. Die Fassade ist im strengen Historismus gehalten und stammt aus dem vierten Viertel des 19. Jahrhunderts. Im ersten Obergeschoß existiert eine Flurhalle mit spätgotischem Kreuzrippengewölbe. Das seit 1940 unter Denkmalschutz stehende Gebäude diente von 1945 bis 1955 als Sitz der sowjetischen Kommandantur für Freistadt und wird nach einem früheren Besitzer als Hagleitner-Haus bezeichnet.
Samtgasse 2 (Bürgerhaus, früher Stadt Nr. 106)
Ein mehrteiliges Gebäude mit Haupthaus, Hofflügeln und Hinterhaus um einen Arkadenhof. Das Haupthaus besitzt einen im Barock verbauten, spätgotischen Breiterker und eine Fassade aus 1712. Die Mitteldurchfahrt hat ein Tonnengewölbe und seitlich ein Kreuzgratgewölbe. Ebenfalls im ersten Stock existiert ein Flur mit Tonnengewölbe. Im zweiten Stock, im ehemaligen Offizierskasino, gibt es barocken Deckenstuck von Anfang des 18. Jahrhunderts. Die Hoftrakte weisen Stichkappentonnengewölbe auf. Im Hof sind an zwei Seiten segmentbogige, spätgotische Arkadengänge und er ist öffentlich zugänglich. Es finden sich weitere spätgotische Baudetails (Türgewände und Konsolen). Seit 1940 steht das Gebäude unter Denkmalschutz.
Samtgasse 3 (Bürgerhaus, früher Stadt Nr. 113)
Ein spätgotisches Bürgerhaus, das 1473 erstmals urkundlich erwähnt wurde und seit 1940 unter Denkmalschutz steht. Das spätgotische Portal stammt vom Ende des 15. Jahrhunderts. Im Inneren gibt es eine reiche Ausgestaltung mit Gewölben und geschnitzten Holzdecken aus dem 16. Jahrhundert. Der Renaissance-Arkadenhof stammt aus dem Ende des 16. Jahrhunderts.
Samtgasse 4 (Bürgerhaus, früher Stadt Nr. 107)
Ein spätgotisches, dreiachsiges Gebäude aus dem frühen 16. Jahrhundert mit Adaptierungen in der Renaissancezeit und rezenten Umbauten. Die dreigeschoßige Front weist einen spätgotischen Breiterker auf Segmentbögen über Kragsteinen auf. Die Fenster haben spätgotische Gewände, das seitlich abgefasste Rundbogentor stammt aus dem 16. Jahrhundert. Die Räume im Erdgeschoß haben meist Tonnengewölbe, teilweise Kreuzgratgewölbe. Seit 1971 steht das Haus unter Denkmalschutz.
Samtgasse 5 (Bürgerhaus, früher Stadt Nr. 112)
Ein spätgotisches Gebäude mit renaissancezeitlichen Umbauten, das 1473 erstmals urkundlich erwähnt wurde und seit 1940 unter Denkmalschutz steht. Früher war das Haus mit Samtgasse 3 verbunden. Die spätgotische Fassade stammt aus der Zeit um 1500. Im Inneren existiert eine reiche Ausgestaltung mit Gewölben und geschnitzte Holzdecken aus dem 16. Jahrhundert. Hofseitig ist ein Arkadengang zu sehen.
Samtgasse 6 (Bürgerhaus, früher Stadt Nr. 108)
Ein schmaler, dreigeschoßiger Bau um einen schmalen Innenhof. Das dreiachsige, spätgotische Haupthaus weist einen Breiterker auf Konsolen auf. Im Inneren ist die Seitendurchfahrt tonnengewölbt und es existieren kreuzgratgewölbte Räume im Erdgeschoß. Im ersten Stock ist eine barock verputzte Tramdecke auf Rüstbaum zu finden. Das Hinterhaus weist toskanische Säulen auf. Der verbaute, spätgotische Arkadengang im Innenhof hat breite Segmentbögen auf Stützpfeilern. Seit 1989 steht das Haus unter Denkmalschutz.
Samtgasse 8 (Bürgerhaus, früher Stadt Nr. 109)
Ein renaissancezeitliches Bürgerhaus das 1525 urkundlich erwähnt wurde und seit 1940 unter Denkmalschutz steht. Die historische Fassade stammt vom Ende des 19. Jahrhunderts. Im Inneren findet sich eine reiche Ausgestaltung mit Gewölben und die Stuben haben verputzte Holzdecken. Der Innenhof weist einen Arkadengang auf.
Eckhaus Samtgasse 10/Waaggasse 16 (Bürgerhaus, früher Stadt Nr. 110)
Ein dreigeschoßiges Gebäude das 1479 erstmals urkundlich erwähnt wurde. Von der zweiten Hälfte des 16. Jahrhunderts bis zur zweiten Hälfte des 17. Jahrhunderts diente das Haus als Salzkasten. Zwischen 1722 und 1727 erfolgte ein Neubau und ab 1727 bis zum Ende des 18. Jahrhunderts war das Haus eine Offizierskaserne. Im Inneren besitzen die Räume und die Treppenhäuser Gewölbe und barocke Stuckdecken. Seit 1989 steht das Haus unter Denkmalschutz.

## Denkmalwürdige Bauten
Diese Gebäude standen bis 2004 noch nicht unter Denkmalschutz, erfüllen jedoch die Bedingungen (Alter, Erhaltungswert) für eine Unterschutzstellung.
Eckhaus Samtgasse 7/Waaggasse 14 (Bürgerhaus, früher Stadt Nr. 111)
Ein in Teilen erneuertes, spätgotisches Gebäude, das 1383 erstmals urkundlich erwähnt wurde. 1578 war es ein Brauhaus und 1689 bis 1783 eine Durchmarschkaserne. Veränderung am Haus erfolgtem am Ende des 18. Jahrhunderts, die barocke Fassade stammt ebenfalls aus dieser Zeit. Im Inneren sind im Erdgeschoß mehrere Gewölbe vom Ende des 15. Jahrhunderts. Hofseitig besteht ein Arkadengang aus der zweiten Hälfte des 16. Jahrhunderts.